# Заборона пластикових пакетів
Заборона пластикових пакетів — закон, який обмежує використання легких поліетиленових пакетів у закладах роздрібної торгівлі. На початку ХХІ століття спостерігалася глобальна тенденція до поступової відмови від легких пластикових пакетів. Одноразові пластикові пакети для покупок, зазвичай виготовлені з поліетилену низької щільності (LDPE), магазини традиційно надають безкоштовно покупцям при покупці товарів: пакети вже давно вважалися зручним, дешевим і гігієнічним способом транспортування речей. Проблеми, пов'язані з пластиковими пакетами, включають використання невідновлюваних ресурсів (таких як сира нафта, газ і вугілля), труднощі під час утилізації та вплив на навколишнє середовище. Одночасно зі скороченням легких поліетиленових пакетів магазини представили багаторазові пакети для покупок.
Уряди різних країн заборонили продаж легких сумок, стягують плату з клієнтів за легкі сумки або стягують податки з магазинів, які їх продають. Уряд Бангладеш був першим, хто це зробив ще в 2002 році, наклавши повну заборону на легкі пластикові пакети. У період з 2010 по 2019 рік кількість державних заходів, спрямованих на поступову відмову від пластикових пакетів, зросла втричі. Станом на 2022 рік такі заборони були введені в 99 країнах з різним ступенем примусового виконання, а 32 країни натомість вводять плату за один пакет. Заборони та збори також були введені в дію деякими юрисдикціями на субнаціональному рівні.

## Питання

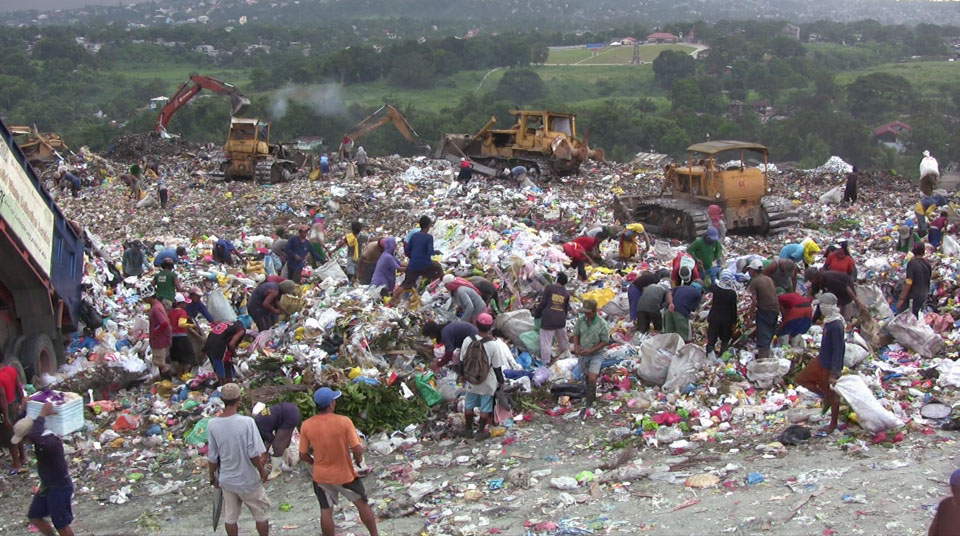
Пластикові відходи на купах сміття на Філіппінах

Пластикові пакети спричиняють багато незначних і серйозних екологічних та екологічних проблем. Найбільш загальна проблема з пластиковими пакетами — це кількість утворених відходів. Багато поліетиленових пакетів потрапляють на вулиці і згодом забруднюють основні джерела води, річки та струмки.

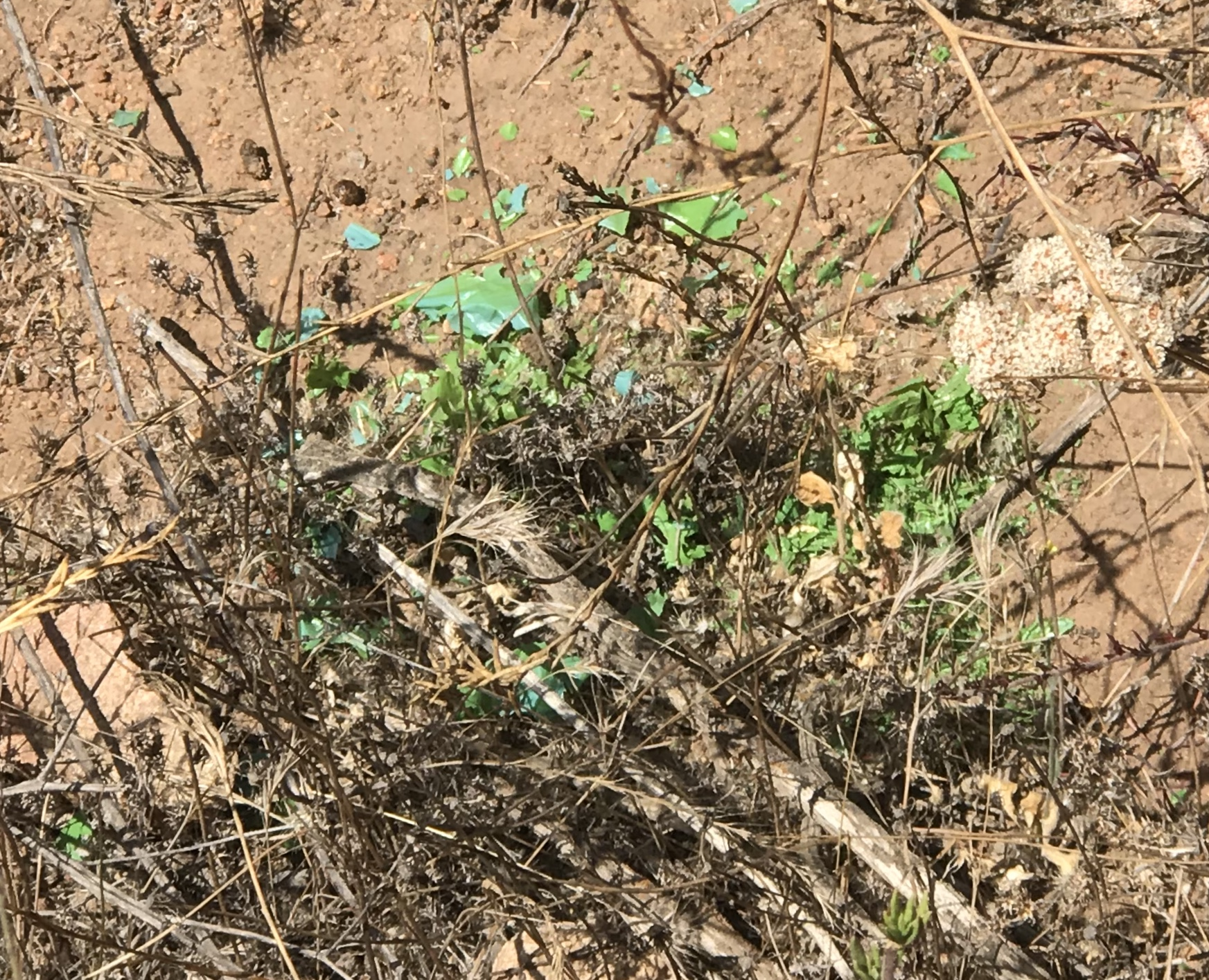
Фотодеградований поліетиленовий пакет поруч із туристичною стежкою. прибл. 2000 штук від 1 до 25 мм (від 1/32" до 1"), тримісячна експозиція на відкритому повітрі.

Навіть якщо їх утилізувати належним чином, вони розкладаються та руйнуються багато років, утворюючи велику кількість сміття протягом тривалого часу. Викинуті неналежним чином пакети забруднюють водні шляхи, забивають каналізацію та їх знаходять в океанах, впливаючи на екосистему морських істот. Величезні обсяги пластикового сміття щороку потрапляють в океани, створюючи загрозу для морських видів і порушуючи морський харчовий ланцюг. Декілька видів мікробів колонізують пластикові частинки, підвищуючи їх шкідливість, а пластикові частинки, які рухаються вітром, утворюють сміттєві плями в різних частинах океанів. За оцінками ООН, якщо країни не приймуть термінових заходів для сприяння ефективному виробництву, використанню та поводженню з відходами пластику протягом усього життєвого циклу, до 2050 року в океанах буде більше пластику, ніж риби.
Встановлено, що пластикові пакети сприяють глобальному потеплінню. Після утилізації, якщо поверхня такого пластику постійно потрапляє на сонячне світло, утворює значну кількість двох парникових газів — метану та етилену. Крім того, завдяки своїй низькій щільності/високим властивостям розгалуження він легше руйнується з часом порівняно з іншими пластиками, що призводить до більшої відкритої поверхні та прискореного виділення газів. Виробництво цих незначних газів із первинного пластику експоненціально зростає з площею поверхні/часом, тому ПВД виділяє парникові гази з більш неприйнятною швидкістю порівняно з іншими пластиками. Наприкінці 212-денної інкубації було зареєстровано викиди 5,8 нмоль г-1 д-1 метану, 14,5 нмоль г-1 д-1 етилену, 3,9 нмоль г-1 д-1 етану та 9,7 нмоль г-1 д-1 пропілену.
Два основних види прямої шкоди дикій природі — заплутування та проковтування. Тварини можуть заплутатися і потонути. Пластикові пакети часто ковтають тварини, які не можуть відрізнити їх від їжі. В результаті вони закупорюють свій кишечник, що призводить до смерті від голоду. Пластикові пакети можуть блокувати каналізацію, захоплювати птахів і вбивати худобу. Всесвітній фонд природи підрахував, що щороку в результаті їжі або потрапляння в пастку пластикових пакетів гине понад 100 000 китів, тюленів і черепах. В Індії внаслідок ковтання поліетиленових пакетів і засмічення ними травної системи щодня гине приблизно 20 корів. Крім того, в Африці дуже часто зустрічаються каналізаційні та дренажні системи, які забиваються мішками, що спричиняє серйозні випадки малярії через збільшення популяції комарів, які живуть у затопленій каналізації. Термін «біле забруднення» був введений у Китаї для опису локального та глобального впливу викинутих пластикових пакетів на навколишнє середовище.
Легкі поліетиленові пакети також задуваються на дерева та інші рослини, і їх можна прийняти за їжу. Пластикові пакети руйнуються шляхом розкладання полімеру, але не шляхом біорозкладання. У результаті будь-які токсичні добавки, які вони містять, включаючи антипірени, антимікробні засоби та пластифікатори, будуть викидатися в навколишнє середовище. Багато з цих токсинів безпосередньо впливають на ендокринні системи організмів, які контролюють майже кожну клітину тіла. Дослідження показують, що середня «тривалість життя» пластикового пакета становить приблизно 20 років.
Пластикові пакети, викинуті в Тихий океан, можуть потрапити на Велику тихоокеанську сміттєву пляму. 80 % пластикових відходів надходить із землі; решта надходить з нафтових платформ і кораблів. Вони можуть бути з'їдені морськими тваринами та блокувати їхні дихальні шляхи та травну систему. Поліетиленові пакети не тільки додають великого тихоокеанського смітника, але й можуть бути викинуті на берег по всьому світу.

## Методи
Двома найпопулярнішими методами відмови від легких пластикових пакетів є збори та заборони. Стратегія відмови створена, щоб зменшити використання пластикових пакетів так само, як і заборона пластикових пакетів, з додатковою перевагою створення нового джерела доходу. Метод стягнення плати за пластикові пакети також захищає вибір споживачів, чого заборона не захищає.
Переробка поліетиленових пакетів може бути ще одним методом поступової відмови. Проте лише 5 % поліетиленових пакетів потрапляють на переробні підприємства. Навіть коли пакети привозять на переробні заводи, вони часто вилітають із цих контейнерів або вантажівок для переробки та потрапляють у сміття на вулиці. Інша проблема переробки полягає в тому, що різні пакети виготовляються з різних, але естетично схожих типів пластику. Пакети можуть бути виготовлені з біопластику або біорозкладаного пластику, і якщо випадково поєднати його в компості, біопластик може забруднити біорозкладаний компост. Ці пакети також можуть заклинити обладнання для переробки, якщо їх змішувати з іншими типами пластику, ремонт яких може бути дорогим. Наприклад, вартість ремонту в Сан-Хосе, штат Каліфорнія, склала приблизно 1 мільйон доларів на рік.

## Вплив

Порівняння продуктових пакетів щодо впливу на навколишнє середовище

Порівняння викидів парникових газів у продуктових пакетах

За дослідженням 2018 року в American Economic Journal: Economic Policy, п'ятицентовий податок на одноразові пакети зменшив використання одноразових пакетів на 40 процентних пунктів. За оглядом існуючих досліджень 2019 року, збори та податки призвели до скорочення використання на 66 % у Данії, понад 90 % в Ірландії, між 74 і 90 % у Південній Африці, Бельгії, Гонконзі, Вашингтоні, Санта-Барбарі, Великій Британії та Португалії та близько 50 % у Ботсвані та Китаї.
Дослідження 2019 року, опубліковане в Journal of Environmental Economics and Management, показало, що введення заборони на пластикові пакети для транспортування в Каліфорнії призвело до скорочення використання пластику на 40 мільйонів фунтів через припинення використання пластикових пакетів, але жителі Каліфорнії придбали 12 мільйонів фунтів пластику через закупівлю пакетів для сміття. Дослідження показало, що до введення заборони від 12 % до 22 % пластикових пакетів повторно використовувалися як пакети для сміття.

## Критика
Заборона пластикових пакетів може призвести до збільшення чорного ринку пластикових пакетів. Дослідження показують, що заборона поліетиленових пакетів може змусити людей відмовитися від використання тонких пластикових пакетів, але це також може збільшити використання нерегульованих одноразових паперових пакетів або нерегульованих більш товстих пластикових пакетів у регіонах, де вони надаються безкоштовно. Крім того, заборона може призвести до значного зростання продажів пакетів для сміття, оскільки люди більше не можуть повторно використовувати свої старі пакети для продуктів, наприклад, для облицювання невеликих сміттєвих баків.  
Виробництво деяких непластикових пакетів (наприклад, паперових, бавовняних, з використанням первинного пластику, такого як пластик товщиною 50 мікрон) може спричинити більше викидів парникових газів, ніж пластикові пакети, що означає, що викиди парникових газів можуть збільшитися в мережі після заборони пластикових пакетів. Щоб альтернативи поліетиленовим пакетам зробити більш екологічними, ніж пластикові пакети, їх доведеться повторно використовувати понад сто разів. Вони також вважаються менш гігієнічними, ніж пластик, оскільки вони можуть переносити мікроби ззовні магазину на поверхні з високим об'ємом контакту, такі як візки та касові стенди.

### Резюме

Поступова відмова від легких пластикових пакетів у всьому світі (закони, прийняті, але ще не набули чинності, не показані на карті)
Поліетиленові пакети під забороною
Плата за деякі пластикові пакети
Договір про добровільне стягнення
Часткова плата або заборона (муніципальний або регіональний рівні)

## Законодавство в усьому світі

### Африка

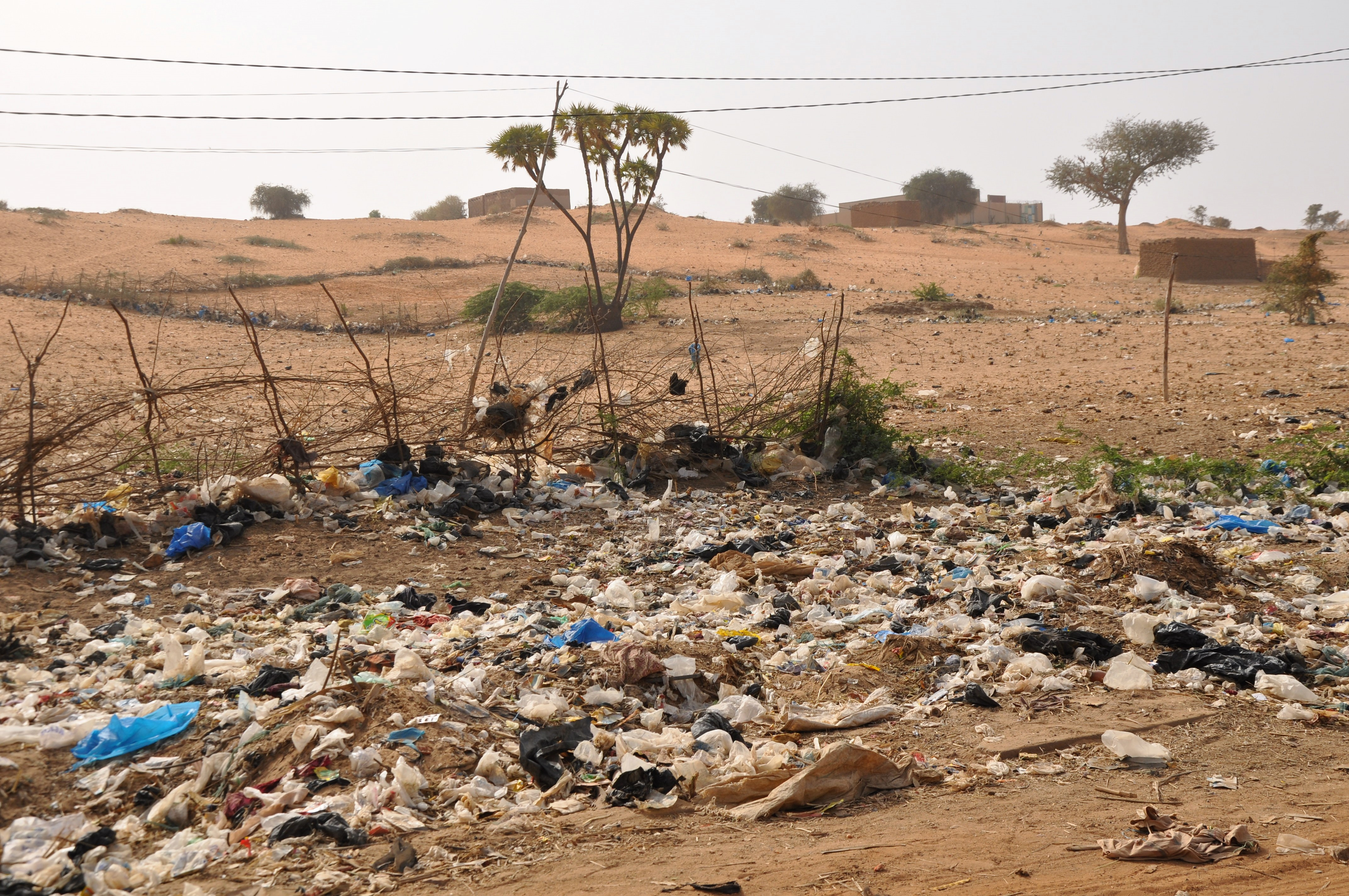
Пластикові відходи в Карей Гору, Нігер

#### Кенія
Кенія зробила першу спробу заборонити виробництво та імпорт пластикових пакетів у 2007 та 2011 роках як спосіб захисту навколишнього середовища. Заборона 2007 і 2011 років, спрямована на пластик розміром менше 30 мікрон, провалилася після того, як виробники та роздрібні торговельні точки погрожували перекласти на споживачів витрати на використання інших матеріалів. У 2017 році секретар Кабінету Міністрів з питань навколишнього середовища та природних ресурсів, професор Джуді Вакунгу заборонила використання, виробництво та імпорт усіх поліетиленових пакетів, які використовуються для комерційної та побутової упаковки згідно з повідомленням газети № 2356. 28 серпня 2017 року Кенія почала вводити загальнонаціональну заборону на одноразові пластикові пакети. Під заборону звільнено пакети для первинної упаковки, пакети для лікарняних відходів і вкладиші для сміттєвих баків. Заборона була визнана однією з найсуворіших у світі, передбачаючи штрафи до 40 000 доларів США або чотири роки в'язниці.
Президент Ухуру Кеніатта у 2019 році, під час Всесвітнього дня навколишнього середовища, ще більше зміцнив зусилля Кенії щодо боротьби із забрудненням пластиком і сталого поводження з відходами, заборонивши одноразовий пластик на охоронюваних природних територіях. Заборона, яка набула чинності 5 червня 2020 року, забороняє використання пластику в національних парках, на пляжах, у лісах і заповідниках.

#### Нігерія
У травні 2019 року Палата представників Нігерії заборонила виробництво, імпорт і використання пластикових пакетів у країні.

#### Руанда
Заборона на пластикові пакети в Руанді набула чинності в 2008 році. Уряд Руанди закликав інші країни свого регіону також заборонити пластикові пакети, починаючи з 2011 року.

#### Сомалі
Пластикові пакети були заборонені в самопроголошеній Республіці Сомаліленд 1 березня 2005 року після 120-денного пільгового періоду, який уряд надав населенню, щоб позбутися своїх запасів. Міністерство торгівлі та промисловості оприлюднило рішення Кабінету міністрів у постанові під назвою «Заборона імпорту, виробництва та використання в країні поліетиленових пакетів». Мішки прозвали «квіткою Харгейси», оскільки багато з них розносилося навколо і застрягали на деревах і кущах, становлячи небезпеку для худоби, оскільки тварини, які харчуються листям, часто ковтають мішки випадково. У 2015 році заборону було повторено Указом Президента № JSL/M/XERM/249-3178/042015, який знову передбачав 120-денний пільговий період для позбавлення від запасів. Щоб забезпечити виконання заборони, у 2016 році уряд створив команди правоохоронців для проведення спеціальних акцій, які запускають зонди в бізнес-кіоски. Щонайменше 1000 чоловіків і жінок у формі розгорнуто на головних ринках і торгових центрах. Уряд оголосив штрафи проти порушників, які продовжують продавати в країні поліетиленові пакети.

#### Південна Африка
Пластикові пакети викликали серйозне занепокоєння в Південній Африці до введення збору на пакети в 2004 році. Пакети ніколи не були заборонені, але був введений збір, який сплачує виробник поліетиленових пакетів. За більш товсті пластикові пакети стягують плату, і хоча цей крок спочатку викликав обурення споживачів і початкове зниження обсягів, споживачі постійно збільшують використання пластикових пакетів до кількох мільярдів щороку.

#### Танзанія
Революційний уряд Занзібару заборонив пластикові пакети в 2005 році. У 2006 році Танзанія планує ввести загальнонаціональну заборону на пластикові пакети. Однак його ратифікація відкладалася більше десяти років. Остаточно заборона набула чинності 1 червня 2019 року.

#### Туніс
У Тунісі з 1 березня 2017 року ввели заборону на розповсюдження пластикових пакетів у супермаркетах. Було підписано угоду між Міністерством місцевих справ та охорони навколишнього середовища та великими мережами супермаркетів у країні щодо впровадження першого етапу процесу, спрямованого на скорочення споживання пластикових пакетів. Туніські активісти планують інформаційні кампанії, щоб запровадити зеленішу політику в країні.

#### Уганда

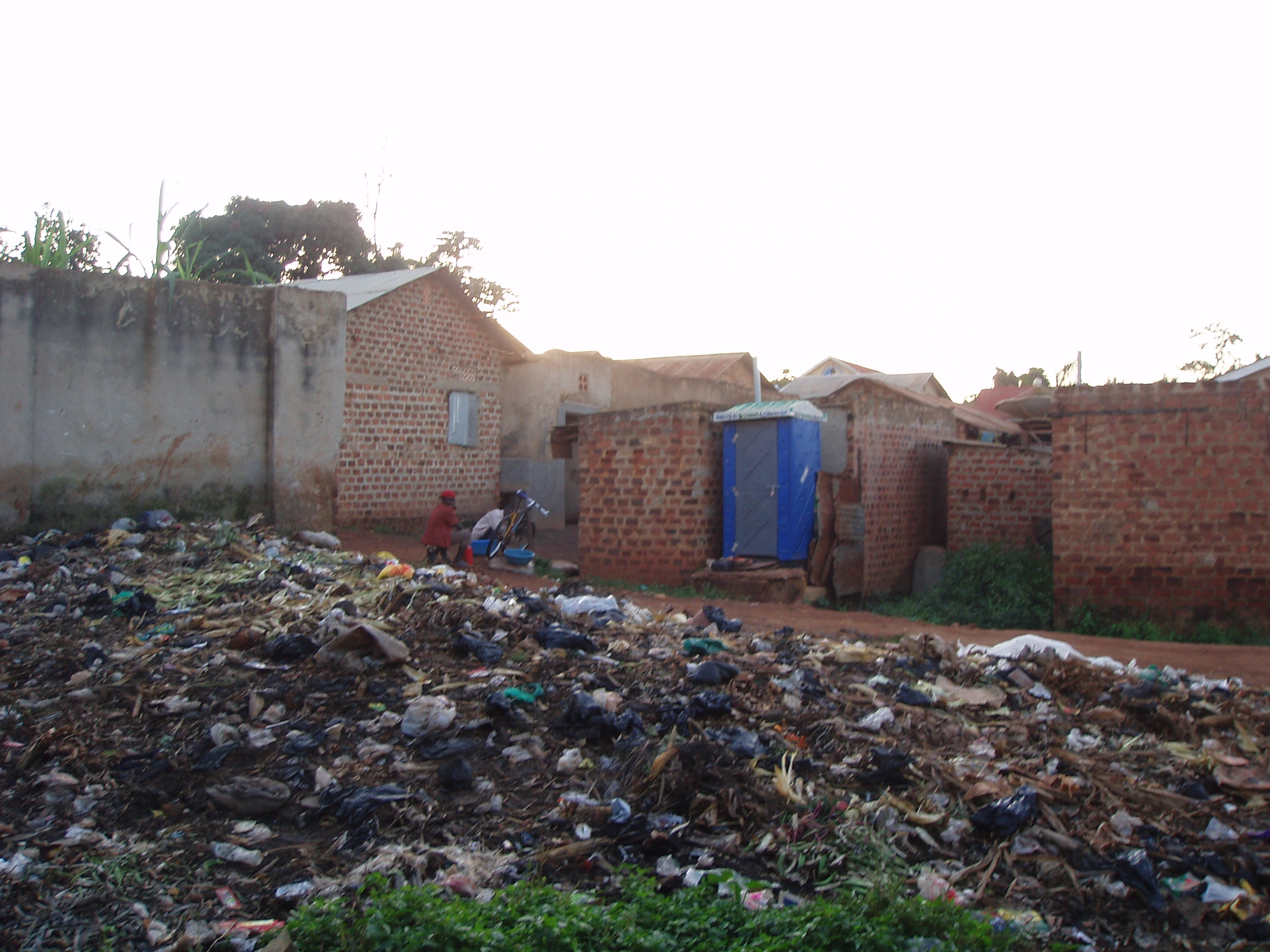
Купа сміття, включаючи пластикові пакети, у Кампалі, Уганда

2007 року Уганда запровадила законодавство, щоб заборонити продаж легких поліетиленових пакетів товщиною до 30 мкм і оподатковувати більш товсті пакети за штрафною ставкою 120 %. Незважаючи на те, що закони набули чинності у вересні того ж року, вони не були виконані й не змогли відчутно скоротити використання пластикових пакетів. Закон належним чином не виконується.

### Азія

#### Бангладеш
Сувора заборона була введена в Бангладеш у 2002 році після повеней, спричинених засміченими поліетиленовими пакетами, які занурили у воду дві третини території країни між 1988 і 1998 роками. Пластикові пакети залишаються великою проблемою для каналізаційної системи та водних шляхів.

#### Камбоджа
Камбоджа прийняла закон про введення податку на пластикові пакети в жовтні 2017 року. Тепер супермаркети беруть з покупців 400 ріїлів (10 центів США) за пластиковий пакет, якщо він їм потрібен.

#### Китай
1 червня 2008 року в Китаї було введено повну заборону на ультратонкі поліетиленові пакети та плату за пластикові пакети. Це сталося через проблеми з каналізацією та побутовими відходами. Одне опитування 2009 року показує, що використання поліетиленових пакетів у супермаркетах Китаю впало на 60-80 %, і їх було використано на 40 мільярдів менше. Однак перші розповіді чітко показують, що заборона мала обмежений успіх і що використання пластикових пакетів залишається поширеним. Вуличні торговці та невеликі магазини, які складають значну частину роздрібної торгівлі в Китаї, не дотримуються цієї політики частково через труднощі з дотриманням заборони.
Термін «біле забруднення», здається, поширений у Китаї, а пізніше в Південній Азії, користуючись набагато меншим використанням і визнанням за межами регіону. Він стосується кольору білих пластикових пакетів для покупок, контейнерів з пінополістиролу та інших світлих матеріалів, які почали з'являтися у видимому об'ємі на сільськогосподарських полях, ландшафті та водних шляхах у середині-кінці 1990-х років. Перші посилання на термін «біле забруднення» з'являються в офіційній мові принаймні ще в 1999 році, коли Державною радою були введені перші заборони.

##### Гонконг

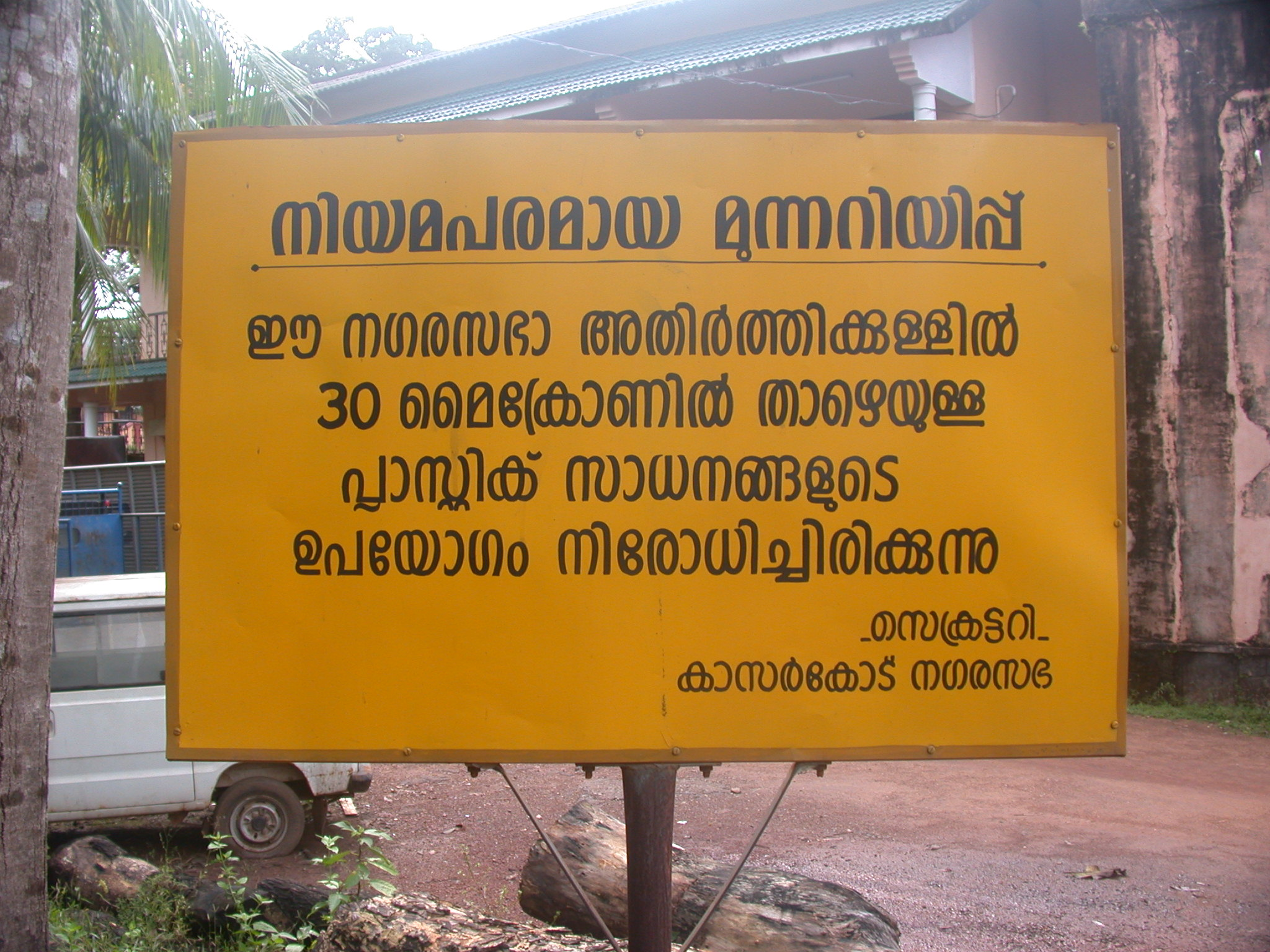
Табличка про те, що поліетиленові пакети тонше 30 мкм заборонені в Касарагоді, Керала, Індія.

Гонконг забороняє роздрібним торговцям віддавати поліетиленові пакети меншої товщини та безкоштовно. З 1 квітня 2015 року в Гонконзі було введено збір у розмірі 50 центів з пластикових пакетів. Після введення збору використання поліетиленових пакетів скоротилося на 90 %. Ознаки показують, що Гонконг стрімко припиняє використання пластикових пакетів.

#### Індія
Щоб запобігти засміченню поліетиленовими пакетами муніципальних дренажних систем і запобігти ковтанню індійськими коровами поліетиленових пакетів, які вони плутають із їжею, у 2002 році Індія заборонила виробництво поліетиленових пакетів до 20 мкм товщини. Проте забезпечення виконання залишається проблемою.
18 березня 2016 року Міністерство навколишнього середовища, лісів і зміни клімату також прийняло постанову про заборону всіх поліетиленових пакетів менше 50 мікрон. Через погане виконання цього положення регіональні органи влади (держави та муніципальні корпорації) змушені були запроваджувати власні нормативи.
У 2016 році Сіккім, перший повністю органічний штат Індії, заборонив використання не лише упакованих пляшок з питною водою на будь-яких урядових засіданнях чи заходах, а й харчових контейнерів із пінополістиролу по всьому штату.
Хімачал-Прадеш був першим штатом, який заборонив пластикові пакети менше 30 мкм. Штат Карнатака став першим штатом, який заборонив усі форми пластикових пакетів, пластикових банерів, пластикових вівсянок, флексу, пластикових прапорців, пластикових тарілок, пластикових стаканчиків, пластикових ложок, харчових плівок і пластикових листів для розкладання на обідніх столах, незалежно від товщини, включаючи наведені вище елементи, виготовлені з термоколу та пластику, у якому використовуються пластикові мікрокульки. У штаті Гоа заборонено носити сумки товщиною до 40 мкм, тоді як місто Мумбаї забороняє мішки товщиною менше 50 мкм.
Уряд штату Махараштра заборонив пластик з 23 червня 2018 року. Уряд штату Таміл Наду також заборонив пластик з 1 січня 2019 року.

#### Індонезія
З 2016 року Міністерство охорони навколишнього середовища зобов'язало роздрібних торговців у 23 містах архіпелагу (міні-маркети, гіпермаркети та супермаркети) стягувати зі споживачів від 200 до 5000 рупій за кожен поліетиленовий пакет, включаючи пластикові пакети, що розкладаються. Гроші, зібрані від податку, використовуються як державні кошти для поводження з відходами разом з неурядовими організаціями.
На острові Балі з липня 2019 року заборонено одноразові пластикові пакети, соломинки та пінопласт. Інші великі міста, включаючи Джакарту, Сурабаю, Бандунг, Семаранг і Богор, з тих пір також заборонили одноразові пластикові пакети.

#### Ізраїль
З січня 2017 року великі роздрібні торговці зобов'язані стягувати зі споживачів плату за пластикові пакети з ручками по 0,10 шекеля за кожен пакет. Податкові надходження будуть спрямовані на фінансування державних програм поводження з відходами  пакетів в Ізраїлі в 2014 році становило 275 на людину на рік. Через чотири місяці після набрання чинності законом кількість одноразових поліетиленових пакетів, що розповсюджуються роздрібними торговцями, які підпадають під дію закону, впала на 80 %.

#### Філіппіни
Філіппіни є третім у світі забруднювачем океану, незважаючи на закон про управління відходами, який набув чинності 18 років тому. Зусиллям щодо регулювання використання пластику перешкоджають корупція, відсутність політичної волі, а також поширення та широка доступність одноразових пластикових виробів.
У 2010 році Мунтінлупа стала першою місцевою владою в регіоні національної столиці, яка заборонила у магазинах пластикові пакети та пінопласт. Потім пішли заходи в містах Лас-Піньяс (2 січня 2012 р.), Пасіг (1 січня 2012 р.), Кесон-Сіті (1 вересня 2012 р., сумки платні), Пасай (1 вересня 2012 р., сумки платні), і Макаті (30 червня 2013 р.).
Міста Манілі, які відклали введення правил і заборон, включають Тагіг, Калукан, Малабон, Валенсуела, Навотас, Сан-Хуан і Параньяке, де розташовані сотні компаній з виробництва пластмаси та гуми. В одному місті родина мера володіє комплексом «Plastic City Industrial» площею 60 гектарів.
4 липня 2019 року сенатор Френсіс Пангілінан подав законопроект про поступову відмову від одноразових пластикових виробів шляхом заборони імпорту, виробництва та використання в закладах харчування, магазинах, на ринках і в роздрібних торговцях.

#### Сінгапур
З середини 2023 року великі супермаркети в Сінгапурі повинні будуть стягувати податок щонайменше 5 центів за пакет одноразових пакетів.

#### Тайвань
У січні 2003 року Тайвань заборонив безкоштовне розповсюдження легких пластикових пакетів. Заборона заборонила власникам універмагів, торгових центрів, гіпермаркетів, магазинів, ресторанів швидкого харчування та звичайних ресторанів надавати своїм клієнтам безкоштовні пластикові пакети. Багато магазинів замінили пластикові коробки з переробленого паперу. Однак у 2006 році адміністрація вирішила дозволити операторам громадського харчування продавати безкоштовні пластикові пакети. У лютому 2018 року Тайвань оголосив про плани різної міри заборонити пластикові пакети, заборонити використання в магазинах до 2019 року, деяким магазинам заборонити пропонувати пакети до 2020 року, підвищення цін з 2025 року, а потім загальну заборону одноразових пластикових пакетів до 2030 року. а також одноразовий посуд і контейнери.

### Європа

#### Європейський Союз
У листопаді 2013 року Європейська комісія опублікувала пропозицію щодо скорочення споживання легких (товщиною менше 50 мікрон) пластикових пакетів. За пропозицією, країни-члени ЄС можуть вибрати найбільш прийнятні заходи для запобігання використанню пластикових пакетів. 29 квітня 2015 року Європейський парламент ухвалив Директиву 2015/720 щодо скорочення використання поліетиленових пакетів на 50 % до 2017 року та на 80 % до 2019 року.

#### Данія
У 2003 році Данія ввела податок на роздрібних торговців, які роздають пластикові пакети. Це спонукало магазини платити за поліетиленові пакети та підштовхнуло до використання багаторазових пакетів. Вважалося, що це врятувало близько 66 % пластикових і паперових пакетів. У 2004 році подібний закон прийняв Inatsisartut в Ґренландії, який застосовував податок на переробку пластикових пакетів. До 2014 року в Данії було найнижче використання поліетиленових пакетів у Європі: 4 пакети на людину на рік, порівняно з 466 у Португалії, Польщі та Словаччині.

#### Німеччина
Закон Німеччини про упаковку був введений 1 січня 2019 року, що обмежує кількість одноразових пластикових пакетів, які використовуються для упаковки. Компанії, які планують використовувати ці матеріали, тепер зобов'язані зареєструватися в уряді перед розповсюдженням своєї продукції. Якщо вони не будуть виконувати вимоги, їх можуть оштрафувати на суму до 200 000 євро та заборонити продавати свою продукцію. Поправка також встановила квоти на переробку, яких ринки повинні дотримуватися, щоб уникнути штрафів. У 2019 році 36 % поліетиленових пакетів, які використовуються для пакування, підлягали переробці, але в 2022 році цей відсоток збільшився до 63 %. Поправка до Закону про упаковку була внесена 9 лютого 2021 року, за якою з 1 січня 2022 року забороняється весь одноразовий пластик, включаючи пакети для покупок.

#### Греція
До запровадження плати за пластикові пакети Греція виробляла приблизно 4 мільярди одноразових пластикових пакетів щороку. Хоча середня людина в Греції щорічно викидає понад 300 поліетиленових пакетів, лише 10 % з них переробляються. Плату за пластикові пакети було введено 1 січня 2018 року, спочатку 4 центи за пакет, потім збільшено до 7 центів 1 січня 2019 року. 1 липня 2021 року Греція прийняла додаткове законодавство, яке забороняє використання одноразового пластику, включаючи заборону продавцям замовляти та продавати одноразові пластикові пакети та сервісне приладдя.

#### Ірландія
У березні 2002 року Ірландія запровадила податок у розмірі 0,15 євро. Це призвело до того, що протягом року 90 % споживачів використовували багаторазові пакети. Цей податок спрямований на те, щоб змінити поведінку споживачів, дозволяючи їм вибирати, чи хочуть вони платити додаткову плату за пластикові пакети. У 2007 році податок було збільшено до 0,22 євро. Дохід надходить до Екологічного фонду, який буде використовуватися для екологічних проектів; це головна причина, чому споживачі підтримують цей податок. Було проведено дослідження, щоб з'ясувати, як споживачі відреагували на податок на касі, і 60 % не поставилися до вартості, тоді як 14 % респондентів «позитивно» поставилися до додаткової плати, а 26 % відповіли негативно.

#### Молдова
Парламент Молдови ухвалив законодавство про поступову відмову від пластикових пакетів із січня 2019 року, а повна заборона набуде чинності з 1 січня 2021 року.

#### Нідерланди
1 січня 2016 року Нідерланди ввели повну заборону на безкоштовні пластикові пакети для покупок. Заборона передбачає невелику кількість винятків для незапакованих харчових продуктів, які піддаються можливому забрудненню, наприклад свіжих фруктів. Цільова ціна поліетиленового пакета становить 0,25 євро.

#### Польща
З 1 січня 2018 року введено збір на переробку пластику. Одноразові пластикові пакети коштують мінімум zł 0,25 (з ПДВ), однак магазини можуть стягувати більшу суму. Польський уряд підрахував, що податок принесе державному бюджету 1,1 мільярда злотих у 2018 році, крім бл. 250 мільйонів злотих прибутку від ПДВ від продажу сумок.

#### Португалія
Португалія запровадила податок на поліетиленові одноразові пакети в розмірі 10 центів (€), що призвело до скорочення їх використання на 90 %. Проте багато рітейлерів почали продавати товщі (багаторазові) поліетиленові пакети, які не обкладаються податком, за таку ж суму. До того, як португальський уряд запровадив цей податок на поліетиленові пакети, деякі супермаркети в Португалії вже запровадили збір у розмірі 2 центів (€) з кожного пластикового пакета. На острові Мадейра, де супермаркети запровадили цю плату за пакети, споживання пластикових пакетів скоротилося на 64 %.

#### Румунія
Закон був прийнятий у 2006 році (закон 578/2006) — і пізніше був змінений у 2011 році (закон 1032/2011) — який встановив обов'язковий податок на поліетиленові пакети, які не піддаються біологічному розкладанню. Зміни, внесені в 2011 році, зменшили податок на поліетиленові пакети, і дехто розцінив їх як крок назад від захисту навколишнього середовища. Легкі пластикові пакети були заборонені 1 січня 2019 року.

#### Сербія
Сербія має податок на виробників та імпортерів поліетиленових пакетів і планує запровадити заборону на легкі поліетиленові пакети та збір на біорозкладані пакети, щоб скоротити використання пакетів до 90 пакетів на людину до 2019 року. Великі супермаркети почали стягувати 2 динари за пакет у 2018 році.

#### Іспанія
1 липня 2018 року Іспанія запровадила плату за пластикові пакети. З квітня 2017 року в Каталонії діє плата за пакети.

#### Швейцарія
У 2016 році дві найбільші мережі супермаркетів Швейцарії, Federation of Migros Cooperatives і Coop, оголосили, що поступово припинять роздавати безкоштовні поліетиленові пакети (на касі). Обидва дистриб'ютори оголосили, що не будуть заробляти на платних пакетах, а прибуток від їх продажу будуть інвестовані в екологічні проекти.
Раніше Migros тестувала цей захід у кантоні Во з 2013 року: вони зменшили кількість розповсюджених пластикових пакетів на дев'яносто відсотків (і заощадили 100 000 франків на рік). Migros буде першим, хто запровадить цей захід по всій країні 1 листопада 2016 року (мішки будуть виготовлені з переробленого пластику та коштуватимуть 0,05 швейцарських франків за штуку). Coop планує представити це в 2017 році.

#### Велика Британія
Законодавчою основою для регулювання пластикових пакетів у Сполученому Королівстві послужив Закон про зміну клімату 2008 року.
У травні 2021 року було оголошено, що з 21 травня 2021 року вартість одноразових поліетиленових пакетів у Сполученому Королівстві подвоїться з 5 до 10 пенсів.
У липні 2022 року повідомлялося, що використання пластикових пакетів серед основних роздрібних торговців у Великій Британії знизилося на 97 % з 2014 року, причому значна частка зниження сталася після введення збору в 5 пенсів у 2015 році.

##### Уельс
У жовтні 2011 року Уельс ввів мінімальну плату в розмірі 5 пенсів майже за всі одноразові сумки. Паперові та біологічно розкладані пакети включені в оплату, а також пластикові пакети, лише з кількома особливими винятками, наприклад, для неупакованих продуктів харчування або ліків, що відпускаються за рецептом NHS. ПДВ, зібраний із збору, стягується державою. Роздрібних торговців просять передати решту виручених коштів благодійним організаціям. Статистичні дані за липень 2012 року, опубліковані урядом Вельзу, свідчать про те, що з моменту введення плати використання сумок-перевізників в Вельзі скоротилося на 96 %.

##### Північна Ірландія
8 квітня 2013 року Північна Ірландія ввела збір у 5 пенсів майже на всі одноразові пакети. Починаючи з 19 січня 2014 року. податок було поширено на багаторазові сумки-носії з роздрібною ціною менше 20 пенсів, оскільки дані низки роздрібних торговців показали, що продажі багаторазових сумок зросли на 800 % після введення податку на одноразове використання. сумки. Доходи від збору (4,17 млн фунтів стерлінгів у 2013/14 рр.) сплачуються Департаменту навколишнього середовища та використовуються для фінансування місцевих екологічних проектів і забезпечення виконання збору. Офіційна статистика збору в Північній Ірландії показує, що кількість випущених одноразових пакетиків впала з приблизно 300 мільйонів у 2012/13 до 84,5 мільйонів у 2013/14 — скорочення на 72 %.

##### Шотландія
20 жовтня 2014 року в Шотландії набула чинності мінімальна плата в п'ять пенсів за одноразові сумки. Це було прийнято як законодавчий документ відповідно до Закону про зміну клімату (Шотландія) 2009 року, а не загальнобританського закону. Роздрібні торговці можуть використовувати кошти, отримані від плати, як вони вважають за потрібне, хоча роздрібні торговці заохочуються пожертвувати кошти на «добрі справи». Плата не поширюється виключно на поліетиленові пакети, а включає в себе біологічно розкладані пакети, наприклад паперові. Мішки для неупакованих харчових продуктів, розсипаного насіння, забруднених ґрунтом товарів, сокир, ножів або лез; ліки або медичні прилади; невелика упаковка сирої риби, м'яса або птиці; водні тварини; покупки, здійснені в зонах обмеженого доступу на аеродромах; або товари, придбані на борту судна, поїзда, літака, автобуса чи автобуса, звільняються від збору.

##### Англія
Англія була останньою країною у Сполученому Королівстві, яка запровадила збір у 5 пенсів, причому збір набув чинності 5 жовтня 2015 року. До запровадження законів про пластикові пакети різні роздрібні торговці брали участь у добровільних акціях, щоб зменшити споживання пластикових пакетів.
На відміну від решти Великої Британії, англійський збір не застосовується до паперових пакетів або пакетів з інших природних матеріалів. Як і в інших країнах, ПДВ, отриманий від продажів, стягуватиме уряд. Роздрібні продавці можуть вибирати, як використовувати гроші, виручені від продажу пакетів. Уряд щорічно публікує інформацію про цю схему, заохочуючи роздрібних торговців жертвувати виручені кошти на благодійність.
За перші 6 місяців 640 мільйонів пластикових пакетів було використано в семи великих супермаркетах Англії, зібравши 29,2 мільйона фунтів стерлінгів на добрі справи. Англія повідомила, що розповсюдила 0,6 мільярда одноразових пакетів протягом першої половини року збору, на 7 мільярдів менше, ніж було розподілено в 2014 році. Продовжня оцінка англійського збору за використання поліетиленових пакетів показала, що цей збір позитивно вплинув на всі демографічні групи, причому скорочення використання одноразових пластикових пакетів було виявлено серед усіх груп доходів, усіх вікових груп, як чоловіків, так і жінок. Крім того, дослідження показало, що громадська підтримка збору за пластикові пакети зросла лише через місяць після його запровадження, і люди, які підвищили свою підтримку збору за пакети, також частіше підтримували інші політики, спрямовані на зменшення пластикових відходів, припускаючи ефект «переливу» для підтримки політики.
Роздрібні торговці з кількістю співробітників менше 250 спочатку були звільнені від збору. Противники цього звільнення стверджували, що це зменшить вплив плати на навколишнє середовище. У відповідь на цю критику уряд Великої Британії оголосив про плани розширити плату для всіх роздрібних торговців і подвоїти її до 10 пенсів, що, як очікується, набуде чинності в квітні 2021 року. 21 травня 2021 року для всіх компаній в Англії набула чинності плата за пластикові пакети в розмірі 10 пенсів.

### Північна Америка

#### Багамські острови
Уряд Багамських островів заборонив одноразовий пластик (зокрема легкі пластикові пакети) у 2020 році після кампанії Bahamas Plastic Movement (BPM), екологічної некомерційної організації, яка використовувала наукові дослідження громадян, громадську освіту та молодь. кампанії лобіювання уряду.

#### Канада
У березні 2007 року невелике містечко Ліф Рапідс, Манітоба, стало першою громадою в Північній Америці, яка заборонила пакети.
6 червня 2012 року міська рада Торонто проголосувала за заборону поліетиленових пакетів з 1 січня 2013 року та скасування міського збору за пакети у розмірі п'яти центів з 1 липня 2012 року. Представники промисловості переконали міську владу ввести пільговий період з 1 січня 2013 року по 30 червня 2013 року, коли не можна буде накладати штрафи, а лише попередження. 28 листопада 2012 року було скасовано заборону на пакети та комісію в п'ять центів (шість центів із HST), і окремим продавцям вирішувати, чи хочуть вони стягувати плату за пластикові пакети. Більшість магазинів, за винятком кількох національних роздрібних торговців, не беруть плати.
У 2021 році канадський уряд планує заборонити одноразовий пластик, зокрема пластикові соломинки, ватяні палички, мішалки, тарілки, столові прилади та палички для повітряних кульок. Запровадження заборони перенесли на 20 грудня 2022 року через пандемію COVID-19.

#### Гватемала
Кілька муніципалітетів Гватемали заборонили пластикові пакети, зокрема Сан-Педро-ла-Лагуна, Акатенанго, Вілья-Каналес, Сан-Мігель-Петапа та Тотонікапан.

#### Ямайка
17 вересня 2018 року Кабінет міністрів Ямайки оголосив про повну заборону на імпорт, виробництво, розповсюдження та використання одноразових поліетиленових пакетів з 1 січня 2019 року. Політика була прийнята у відповідь на проблеми неправильної утилізації, що призвело до засмічення каналізації та дорогих робіт з очищення. Вони поступово почали використовувати одноразові поліетиленові пакети хвилями, остання з яких набула чинності 1 січня 2021 року.

#### Мексика
Пластикові пакети заборонені в таких штатах: Нижня Каліфорнія, Мехіко, Коліма, Дуранго, Ідальго, Мічоакан, Морелос, Наяріт, Нуево-Леон, Оахака, Керетаро, Кінтана-Роо, Сонора, Табаско, Веракрус, Юкатан і Сакатекас.

#### Панама
Асамблея Панами прийняла закон про заборону пластикових пакетів. Закон був ухвалений у 2018 році та набув чинності 20 липня 2019 року, тоді як оптові торговці повинні були згорнути наявні запаси до січня 2020 року.

#### Сполучені Штати

Поступова відмова від легких пластикових пакетів у Сполучених Штатах (закони в GU, ME, NY, VT прийняті, але не набули чинності, але не показано на карті)
Поліетиленові пакети під забороною
Плата за деякі пластикові пакети
Часткова плата або заборона (на рівні округу або муніципалітету)

Зараз у Сполучених Штатах немає національного збору або заборони на пластикові пакети. Проте штати Каліфорнія, Коннектикут (липень 2021), Делавер (2021), Гаваї (де-факто), Мен (січень 2021), Нью-Джерсі (травень 2022), Нью-Йорк, Орегон, Вермонт (липень 2020) і Вашингтон (2021) а також території Американського Самоа, Гуаму (2021), Північних Маріанських островів, Американських Віргінських островів і Пуерто-Ріко заборонили одноразові пакети. До вересня 2018 року близько 350 округів і муніципалітетів прийняли постанови, які або вводять плату за пластикові пакети, або повністю їх забороняють, включаючи всі округи на Гаваях. Інші спроби заборонити пластикові пакети для покупок по всьому штату (наприклад, у Массачусетсі, хоча станом на серпень 2019 року це зробили 122 міста штату)) не увінчалися успіхом головним чином через лобіювання пластикової промисловості. Кілька юрисдикцій вирішили запровадити лише платний підхід до зменшення кількості багажу, наприклад Коннектикут, Вашингтон, округ Колумбія, і прилеглий округ Монтгомері, Меріленд. Деякі штати США, такі як Флорида та Аризона, прийняли закони, які забороняють місцевим муніципалітетам ухвалювати власні заборони.

### Океанія

#### Австралія
Хоча загальнонаціональної заборони на легкі кульки немає, вони заборонені в усіх штатах і територіях. Коулз-Бей, Тасманія, був першим місцем в Австралії, де заборонили легкі пластикові пакети. Запровадження програми «Нуль відходів» у Південній Австралії призвело до заборони легких сумок у жовтні 2008 року. За оцінками, щороку зберігається 400 мільйонів мішків. Західна Австралія та Квінсленд заборонили їх у липні 2018 року, а Вікторія запровадила заборону в листопаді 2019 року.
У 2002 році в Австралії було використано 6 мільярдів мішків з ПНД. Використання скоротилося до 5,6 мільярдів у 2004 році та 3,9 мільярдів у 2007 році.
Після того, як дві найбільші мережі супермаркетів в Австралії заборонили одноразові пластикові пакети для продуктів, споживання поліетиленових пакетів в Австралії впало на 80 % за три місяці.

#### Нова Зеландія
У 2018 році лейбористський уряд пообіцяв поступово відмовитися від одноразових пластикових пакетів протягом року. За даними ОЕСР, Нова Зеландія є одним із найбільших виробників міського сміття в розвиненому світі на душу населення. Прем'єр-міністр Джасінда Ардерн і заступник міністра охорони навколишнього середовища Евгені Сейдж оголосили про це 10 серпня 2018 року. 18 грудня 2018 року лейбористський уряд оголосив, що з 1 липня 2019 року буде заборонено використання всіх пластикових пакетів для покупок, у тому числі біологічно розкладаних, компостованих і кисневих пакетів, які мають ручки товщиною менше 70 мікрон. Роздрібні продавці, які не дотримуються вимог, можуть отримати штрафи до 100 000 новозеландських доларів (51 000 фунтів стерлінгів).

### Південна Америка

#### Аргентина
У 2012 році міська влада Буенос-Айреса дозволила супермаркетам стягувати плату за пластикові пакети, щоб перешкодити їх використанню, що, як кажуть, зменшило їх використання на 50 %. У 2016 році місто оголосило про повну заборону на розповсюдження поліетиленових пакетів у супермаркетах і гіпермаркетах, починаючи з 1 січня 2017 року.
У 2009 році губернатор провінції Буенос-Айрес Даніель Скіолі схвалив Закон 13868, який передбачав, що до кінця того ж року всі поліетиленові пакети, які не піддаються біологічному розкладанню, повинні бути припинені на користь матеріалів, що розкладаються.
Інші провінції, такі як Неукен, Чубут, Ріо-Негро, і такі міста, як Росаріо, Вілья-Хесель або Барілоче, також заборонили розповсюдження пластикових пакетів у супермаркетах.

#### Чилі
У травні 2018 року Палата представників проголосувала за поступову відмову від пластикових пакетів у роздрібних торгових мережах по всій країні. У серпні 2018 року законодавство було схвалено Конгресом і президентом, завдяки чому Чилі стала першою латиноамериканською країною, яка заборонила пластикові пакети. Починаючи з 3 серпня 2018 року, кожна покупка може супроводжуватися не більше ніж двома поліетиленовими пакетами. Відповідно до законодавства, через півроку супермаркетам і великим підприємствам роздрібної торгівлі взагалі не дозволили продавати поліетиленові пакети, а 3 серпня 2020 року повна заборона поширилася і на малий бізнес. Міністр охорони навколишнього середовища Кароліна Шмідт заявила, що вважається, що закон заборонив використання мільярдів пластикових пакетів.
До загальнонаціональної заборони подібні правила існували в регіонах. Станом на 2017 рік близько 80 муніципалітетів уже обмежили розповсюдження пластикових пакетів, а деякі прибережні та озерні райони взагалі заборонили пластикові пакети.

#### Колумбія
Станом на 2015 рік Колумбія планувала скоротити використання пластикових пакетів на 80 % до 2020 року та припинити їх використання до 2025 року. 29 квітня 2016 року Мінприроди ухвалило постанову про заборону поліетиленових пакетів до 30 см.
З 1 липня 2017 року уряд Колумбії застосовує податок у розмірі 20 песо за пластиковий пакет із запланованим щорічним збільшенням на 10 песо за пакет до 2020 року.
Проблемою став одноразовий пластик, який супроводжує доставку продуктів і ресторанів; ці послуги були дуже затребувані під час пандемії коронавірусу 2020 року.

#### Уругвай
У 2018 році парламент Уругваю схвалив закон № 19655, який забороняє виробництво, імпорт і комерціалізацію всіх одноразових поліетиленових пакетів, що не піддаються біологічному розкладанню, по всій країні. З 1 липня 2019 року лише біорозкладні пакети дозволені для комерційного використання з податком у розмірі 4 песо за пакет. За даними урядових установ, лише через кілька днів після ухвалення закону використання поліетиленових пакетів скоротилося на 80 %, що є величезним успіхом регулювання.